# Witte kerst

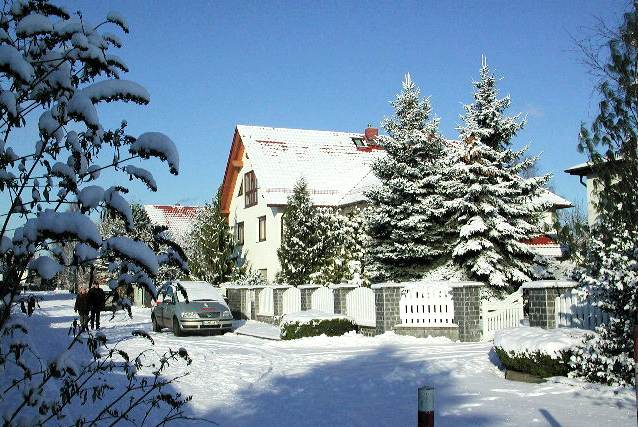
Sneeuw in december in de Verenigde Staten, 2004.

Witte kerst is een aanduiding voor kerstdagen met sneeuw. De term wordt onder meer gebruikt door meteorologen in België en Nederland.

## België
Het Belgische KMI hanteert voor een witte kerst een gesloten sneeuwdek van minstens 1 cm dik in Ukkel op 25 december.
In het hoofdstation van het KMI werd in de volgende jaren een witte kerst vastgesteld:
| Jaar | Sneeuwhoogte | Bijzonderheden |
| ---- | ------------ | --- |
| 1906 | 12 cm        | Eerste witte kerst vastgesteld door KMI. |
| 1913 | 7 cm         | Sneeuw enkele dagen eerder gevallen. |
| 1917 | 6 cm         | Sneeuw op kerstdag zelf gevallen. |
| 1918 | 2 cm         | Dunne sneeuwlaag die wel enkele dagen bleef liggen. |
| 1923 | 2 cm         | Officieel witte kerst te Ukkel, maar rond het middaguur is alle sneeuw verdwenen. |
| 1938 | 7 cm         | Sneeuw op kerstavond gevallen. 's Nachts hevige vorst, overdag lichte dooi. |
| 1950 | 8 cm         | 16 cm sneeuw gevallen op 5 december. Op kerstdag was de helft reeds weggesmolten. |
| 1964 | 17 cm        | 's Nachts regen die overdag overging in sneeuw. Grootste sneeuwtapijt op kerstdag in twintigste eeuw.                                                                                |
| 1986 | 1,5 cm       | Officieel witte kerst te Ukkel, maar in rest van het land amper sneeuw te bespeuren.                                                                                                 |
| 2009 | 3 cm         | Officieel witte kerst te Ukkel, maar rond het middaguur is alle sneeuw verdwenen. |
| 2010 | 25 cm        | In de Westhoek geen sneeuw, West-Vlaanderen 1–5 cm, Oost-Vlaanderen 5 cm-15 cm (tot 19 cm regio Aalst), Antwerpen en Vlaams-Brabant 17–35 cm, in Limburg tot 50 cm (regio Tongeren). |

## Nederland
Als definitie voor een witte kerst wordt door het Nederlandse KNMI het criterium gehanteerd dat op beide kerstdagen een gesloten sneeuwdek in De Bilt ligt. In De Bilt staat het hoofdstation van het KNMI en van die plaats zijn de sneeuwgegevens over meer dan honderd jaar bekend. Het KNMI heeft over witte kerst vanaf de twintigste eeuw de volgende gegevens verzameld:
| Jaar | Sneeuwhoogte | Bijzonderheden |
| ---- | ------------ | --- |
| 1906 | circa 10 cm  | Frederik van Eeden schrijft: Sneeuw, veel sneeuw, grijze lucht, harde vorst, alles ruig bevroren. |
| 1938 | 13 cm        | De sneeuw is vlak voor kerst gevallen. Overdag is er lichte tot matige vorst en 's nachts is het onder -10 graden. |
| 1940 | circa 4 cm   | Met kerst treedt de dooi in met lichte neerslag en op tweede kerstdag is er ook regen, waardoor het sneeuwdek begint te smelten. |
| 1950 | 6 cm         | Op 15 december 1950 viel er circa 10 cm, waarvan met kerst ongeveer de helft was overgebleven. |
| 1964 | 5–10 cm      | Zware sneeuwval in de kerstnacht en 's nachts strenge vorst. Overdag rond het vriespunt en vooral tweede kerstdag zonnig. |
| 1981 | 11–20 cm     | Eerste kerstdag overdag lichte dooi en in de nacht en ochtend lichte vorst. |
| 2009 | 4–9 cm       | Op donderdag 17 december viel er een dik pak sneeuw dat is blijven liggen tot en met kerst. Op tweede kerstdag was een flink deel van de sneeuw gesmolten. |
| 2010 | 4–50 cm      | In Limburg en een deel van Noord-Brabant ligt een dik pak sneeuw, plaatselijk 30 tot 50 cm. In de rest van het land ligt ook sneeuw. In het noorden rond de 1–5 cm. Het is voor het eerst in meer dan honderd jaar dat er twee jaar achter elkaar een witte kerst is in Nederland. |

## Zuidelijk halfrond
Omdat kerst op het zuidelijk halfrond in de zomerperiode valt, is een witte kerst aldaar een zeldzaamheid. Antarctica is hierop een uitzondering.
In 2006 werd het Groot Australisch Scheidingsgebergte in New South Wales en Victoria getroffen door een sneeuwstorm. Op kerstochtend viel hierdoor ruim 30 centimeter sneeuw.
In 2010 viel er op kerstdag sneeuw in de bergen van het Australische eiland Tasmanië.